# Ferdinand Heinrich August von Weckherlin

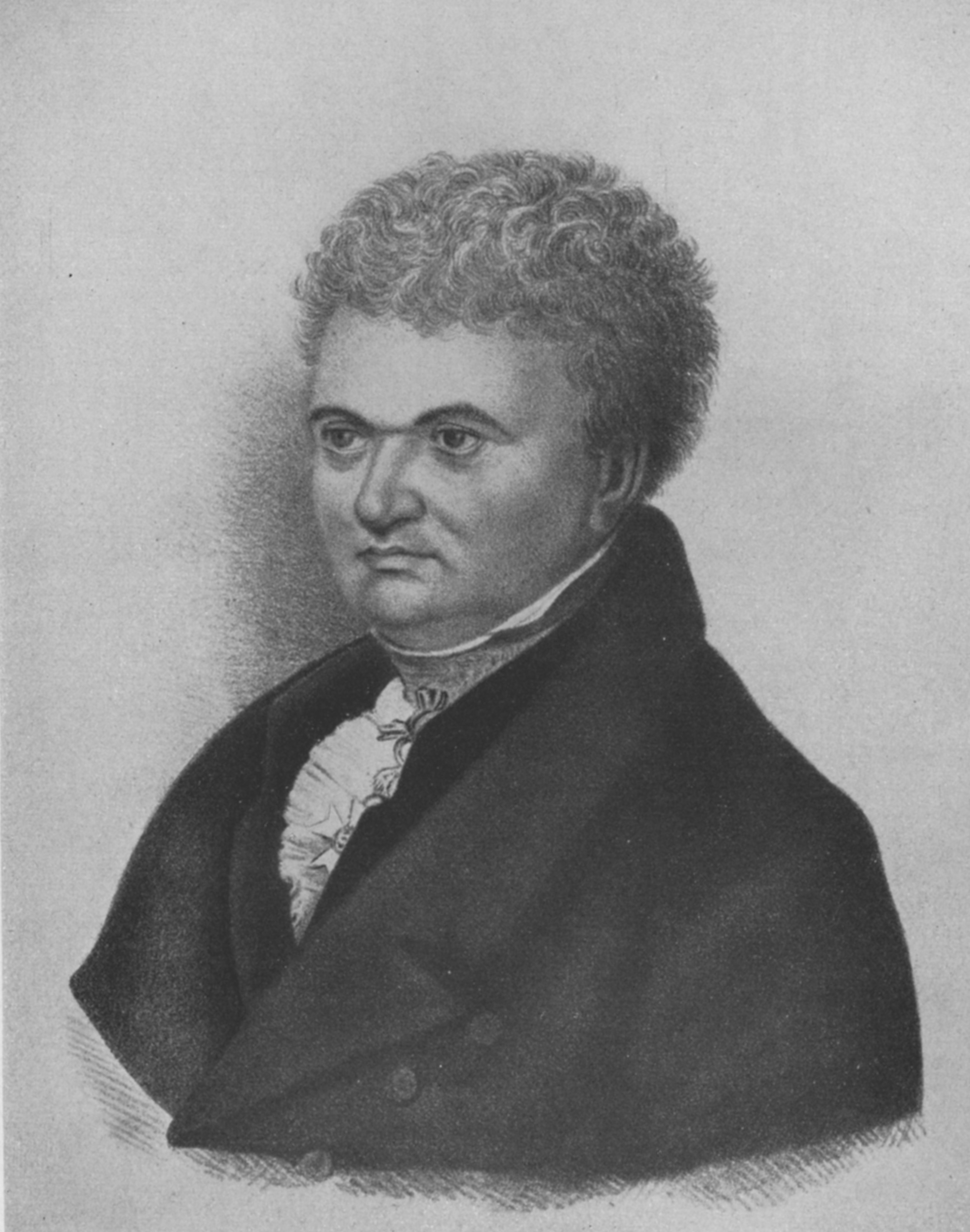
Ferdinand Heinrich August von Weckherlin, Lithographie von Gottfried Küstner

Ferdinand Heinrich August Weckherlin, ab 1806 von Weckherlin, (* 23. Februar 1767 in Schorndorf; † 27. Juli 1828 in Boll) war ein Finanzminister des Königreichs Württemberg.

## Jugend und Ausbildung
Weckherlin wurde als Sohn des Constanzischen Gefälle-Verwalters in Schorndorf geboren und erhielt dort auch seine schulische Ausbildung. Im Alter von fünfzehn Jahren musste er seine Schulzeit beenden. Sein Vater wollte ihn zu seinem Assistenten heranziehen, doch der Sohn bildete sich teils autodidaktisch weiter, teils wurde er von dem späteren Prälaten von Abel sowie von dem späteren Geheimen Kirchenrat Paulus gefördert. Vielleicht noch wichtiger waren die Einflüsse des Finanzbeamten von Autenrieth, der früher an der Hohen Karlsschule gelehrt hatte. Weckherlin interessierte sich besonders für die Natur- und die Kameralwissenschaften.
1790 veröffentlichte Weckherlin in Tübingen seine erste Schrift Achalm und Metzingen, ein Beitrag zur Topographie und Statistik von Württemberg. Drei Jahre später folgte die Apologie des Württembergischen Schreiberstandes. 

## Arbeit im Staatsdienst
1793 wurde Weckherlin auch Buchhalter in der herzoglichen Rentkammer. 1797 ernannte ihn Herzog Friedrich Eugen zum Rentkammerrat. 1797 und 1798 gab Weckherlin das Magazin gemeinnütziger Aufsätze und Bemerkungen für württembergische Schreiber heraus. 
1799 wurde er Inspektor der Zollkontrolle, was ihn 1804 in den Stand setzte, seine Abhandlung Über kaufmännisches Speditions-Wesen zu verfassen. 1804 kam zu seinen bisherigen Tätigkeiten die Ernennung zum Hof- und Domänenrat hinzu, er wurde Mitglied im Rentkammerkollegium und übte in der Folgezeit Beratertätigkeiten auf dem Gebiet der Finanz- und Staatswirtschaft aus, was insbesondere durch die Gebietsneuerwerbungen des Kurfürsten Friedrich erforderlich wurde. 
Bei der Neuorganisation des Landes 1806 wurde er Hof- und Finanzrat und Mitglied des Oberlandes-Ökonomie-Kollegiums, außerdem hatte er vorwiegend mit der Organisation der neu hinzugekommenen Gebiete zu tun. Er erhielt in diesem Jahr das Ritterkreuz des Zivilverdienstordens, das mit dem persönlichen Adel verbunden war, 1808 das Kommandeurkreuz des Zivilverdienstordens, und 1818 das Komenturkreuz des Ordens der Württembergischen Krone. Weitere Amtsernennungen folgten.
1808 arbeitete er eine allgemeine Zoll- und Akzisenordnung aus. 1811 wurde er Staatsrat. Er richtete Freihafen in Buchhorn und Friedrichshafen ein, sollte den dortigen Speditionshandel regulieren und mit der Schweiz über Handelsbeziehungen verhandeln. 
1816 war er maßgeblich an der Arbeit des Schuldentilgungsinstituts beteiligt, das dem Kurs der württembergischen Staatspapiere zugutekam. Unter König Wilhelm stieg er weiter auf und wurde 1821 Finanzminister. Er gestaltete in dieser Eigenschaft das Rechnungswesen des Landes um, wobei es ihm insbesondere um Zentralisierung und Planbarkeit der Etats zu tun war. Eine Umgestaltung des Steuerrechts, Befreiung von den Folgen der Leibeigenschaft, Freiheit des Bodens und andere Neuerungen halfen der Landwirtschaft auf. 1818 schrieb Weckherlin seine Werke Über Aufhebung des Fall-Lehenverbands und Über willkürliche Zerstreuung der Bauerngüter. Auch um Forstwirtschaft und Salinen- und Hüttenwesen machte sich Weckherlin verdient. 
Im Zuge der Umgestaltung des Steuerrechts fand unter Weckherlin eine Detailvermessung des Landes statt. Weckherlin legte auch über dieses Thema mehrere erläuternde Schriften vor, so etwa 1829 in Stuttgart die Grundsätze der neuen Gebäude- und Gewerbekatastrirung. Wichtig war insbesondere auch die Neuorganisation der indirekten Steuern, die dem Handel und Verkehr zugutekommen sollte. Weckherlin sprach sich deshalb auch vehement z. B. für die Errichtung des Wilhelmskanals in Heilbronn aus, der Schifffahrt auf dem mittleren Neckar bis Cannstatt ermöglichte. 
Weckherlins wissenschaftlichen Interessen entsprach die Einrichtung des Statistisch-Topographischen Bureaus, dessen Einrichtung König Wilhelm in den 1820er Jahren anordnete. 
Am 29. Oktober 1827 ging Weckherlin offiziell in den Ruhestand. Er widmete sich jedoch auch weiterhin noch den Angelegenheiten des Landes, starb jedoch im Sommer 1828 während eines Badeaufenthaltes in Boll. Er hinterließ fünf Töchter und einen Sohn.